# Meczet Kubelie

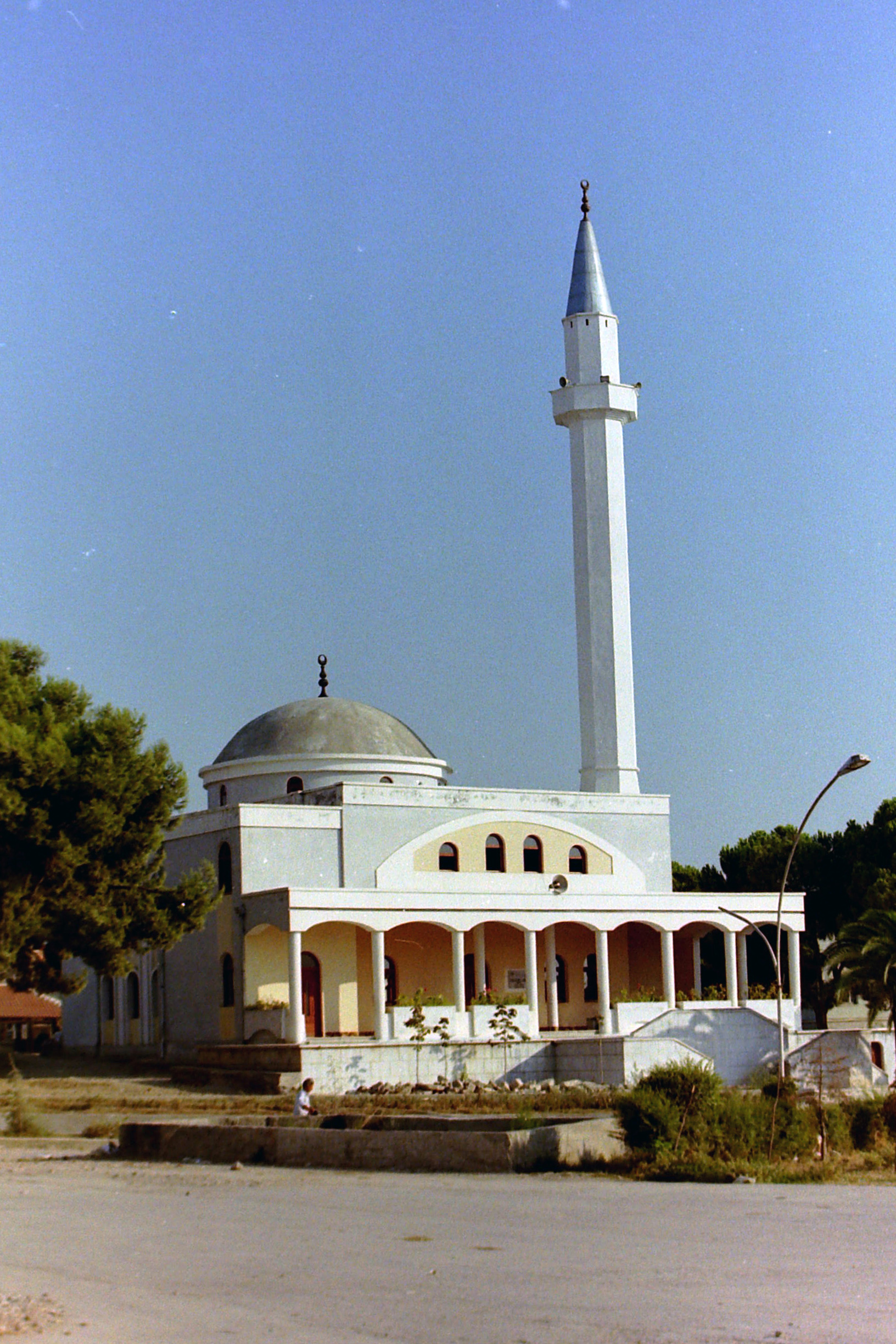

Meczet Kubelie lub Meczet Kaplana Paszy – zabytkowy meczet w Kavajë w Albanii. Wzniesiony w 1735 r. za panowania tureckiego w Albanii i zburzony w okresie antyreligijnych prześladowań w komunistycznej Albanii. Odbudowany po upadku komunizmu. 

## Historia i opis
Meczet Kubelie, wzniesiony z inicjatywy Kaplana Paszy i określany również jego imieniem, został opisany jako „wielki, piękny budynek z kopułą i perystylem. Marmurowe fasady wznoszą się pod cyprysami, zdobią je bizantyjskie kolumny i arabskie łuki". Meczet znajdował się przy głównej ulicy miasta.  
W latach 70. XX wieku władze komunistyczne, prowadzące politykę pełnej ateizacji społeczeństwa, zdecydowały o zniszczeniu meczetu. Obiekt sakralny został odbudowany po upadku komunizmu w Albanii.

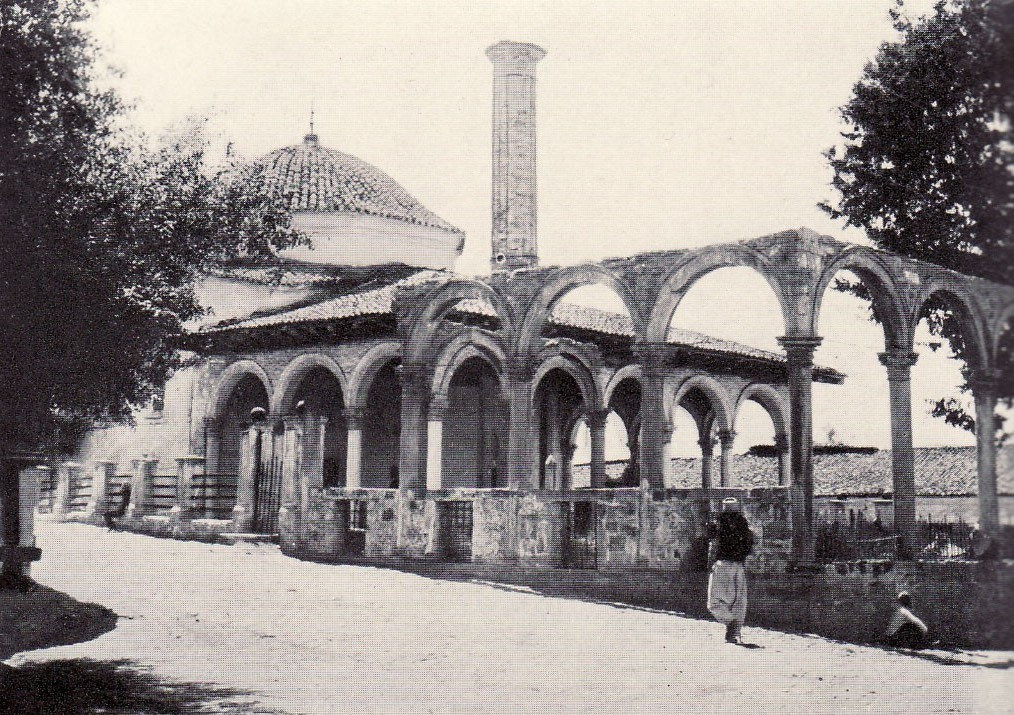
Historyczny, zniszczony w latach 70. meczet Kubelie

Nowy meczet, położony 70 metrów na zachód od lokalizacji dawnej budowli, różni się od XVIII-wiecznego. Oryginalny meczet wzniesiony był z kamienia i posiadał bogato dekorowane, barwne ściany, nowy budynek zaś zbudowano z betonu.